# Frontières Grand Prix
Frontières Grand Prix var en biltävling som kördes i Chimay i Belgien mellan 1929 och 1972. 

## Historia
Under mellankrigstiden hölls tävlingar med Grand Prix-bilar. När loppet återkom efter andra världskriget kördes tävlingar med mindre klasser.

## Vinnare av Frontières Grand Prix
| År             | Förare              | Bil                | Kategori       |
| -------------- | ------------------- | ------------------ | -------------- |
| 1929           | Goffredo Zehender   | Alfa Romeo 6C 1750 | Grand Prix     |
| 1930           | Georges de Marotte  | Salmson GP         | Grand Prix     |
| 1931           | Arthur Legat        | Bugatti Type 37A   | Grand Prix     |
| 1932           | Arthur Legat        | Bugatti Type 37A   | Voiturette     |
| 1933           | Arthur Legat        | Bugatti Type 37A   | Voiturette     |
| 1934           | Willy Longueville   | Bugatti Type 35B   | Voiturette     |
| 1935           | Rudolf Steinweg     | Bugatti Type 51A   | Grand Prix     |
| 1936           | Eddie Hertzberger   | MG Magnette K3     | Sportvagn      |
| 1937           | Hans Rüesch         | Alfa Romeo 8C-35   | Grand Prix     |
| 1938           | Maurice Trintignant | Bugatti Type 51    | Grand Prix     |
| 1939           | Maurice Trintignant | Bugatti Type 51    | Grand Prix     |
| 1940 till 1945 | Inga tävlingar      | Inga tävlingar     | Inga tävlingar |
| 1946           | Leslie Brooke       | ERA B              | Grand Prix     |
| 1947           | Prince Bira         | Maserati 4CL       | Grand Prix     |
| 1948           | Guy Mairesse        | Delahaye 135       | Grand Prix     |
| 1949           | Emile Cornet        | Veritas RS-BMW     | Formel 2       |
| 1949           | Guy Mairesse        | Talbot-Lago T26C   | Grand Prix     |
| 1950           | Johnny Claes        | HWM-Alta           | Formel 2       |
| 1951           | Johnny Claes        | Simca-Gordini T11  | Formel 2       |
| 1952           | Paul Frére          | HWM-Alta           | Formel 2       |
| 1953           | Maurice Trintignant | Simca-Gordini T16  | Formel 2       |
| 1954           | Prince Bira         | Maserati 250F      | Formel 1       |
| 1955           | Benoit Musy         | Maserati A6GCS     | Sportvagn      |
| 1956           | Benoit Musy         | Maserati 300S      | Sportvagn      |
| 1957           | Franco Bordoni      | Maserati 200SI     | Sportvagn      |
| 1958           | Brian Naylor        | JBW-Maserati       | Sportvagn      |
| 1959           | Mike Taylor         | Lotus 15-Climax    | Sportvagn      |
| 1960           | Jackie Lewis        | Cooper T45-Climax  | Formel 2       |
| 1961           | John Love           | Cooper T56-BMC     | Formel Junior  |
| 1962           | José Rosinski       | Cooper T59-Ford    | Formel Junior  |
| 1963           | Jacques Maglia      | Lotus 22-Ford      | Formel Junior  |
| 1964           | Ingen tävling       | Ingen tävling      | Ingen tävling  |
| 1965           | John Cardwell       | Brabham BT15-Ford  | Formel 3       |
| 1966           | Martin Davies       | Brabham BT10-Ford  | Formel 3       |
| 1967           | Peter Westbury      | Brabham BT21-Ford  | Formel 3       |
| 1968           | Peter Westbury      | Brabham BT21B-Ford | Formel 3       |
| 1969           | Jean Blanc          | Tecno 69-Ford      | Formel 3       |
| 1970           | David Purley        | Brabham BT28-Ford  | Formel 3       |
| 1971           | David Purley        | Brabham BT28-Ford  | Formel 3       |
| 1972           | David Purley        | Ensign LNF3-Ford   | Formel 3       |